# Zemplén (térség)
Zemplén térség, vagy régió a mai köznapi szóhasználatban elsősorban turisztikai, másrészt területfejlesztési és gazdálkodási szempontból kialakult földrajzi név.

## Kialakulása, története
Zemplén régió Magyarország északkeleti részében, Észak-Magyarországon, a szlovák-magyar határnál helyezkedik el. Nyugatról a Hernád (és a Sajó), délről a Tisza folyók határolják. Borsod-Abaúj-Zemplén vármegye Zemplén térsége az 1950-ig önálló Zemplén vármegye magyarországi részét, valamint az ugyancsak a megyeegyesítésig működő Abaúj-Torna vármegye Hernád folyó és mai országhatár közötti részét öleli fel.
Mindkét vármegye az államalapítás korában szerveződött, Abaújnak Kassa, Zemplénnek Sátoraljaújhely volt a székhelye. A trianoni békeszerződés mindkét megye nagyobb részét elszakította. 1938-ban a I. Bécsi döntéssel (Felvidék visszacsatolása) újból kiegészültek a csonka megyék, de teljes területüket nem kapták vissza. 1945-ben visszaállt az 1938 előtti állapot, s 1950. január 1-jétől megtörtént az önálló megyék összekapcsolása Borsod-Abaúj-Zemplén néven, s ekkor csatolták az megyéhez a korábban a történelmi Szabolcs vármegyéhez tartozó Taktaköz területét is, az ott lévő községekkel együtt.

## Tájegységek
Az alábbi tájegységek sorolhatók ide:
- Hegyalja
- Bodrogköz
- Hegyköz
- Abaúj-Hegyközi kistérség (Nyugat-Zemplén)
- Taktaköz-Harangod[1]

## Városok Zemplénben
A térség első és sokáig egyetlen városa az egykori Zemplén vármegye székhelye volt: Sátoraljaújhely.
Az 1950-es megyerendezést követően napjainkig a következő települések kaptak város címet (2019. dec. 31-i lakónépességgel):
- Sátoraljaújhely - 13.972 fő
- Sárospatak - 11.599 fő
- Szerencs - 8.581 fő
- Tokaj - 3.966 fő
- Cigánd - 3.008 fő
- Abaújszántó - 2.906 fő
- Gönc - 1.972 fő
- Pálháza - 1.034 fő

Nagyközségek (3000 fő feletti községek) a térségben:
- Taktaharkány - 3.605 fő
- Tiszalúc - 4.790 fő
- Hernádnémeti - 3.430 fő

## Zemplén térségi szervezetek
A hasonló történelmi adottságok mellett erősíti a térség összetartozását a 70 települési önkormányzatot összefogó Zempléni Településszövetség.
Meghatározó történelmi, gazdasági, kulturális magja a térségnek a Tokaj-hegyaljai történelmi borvidék kultúrtáj 27 települése, amely világörökségi terület. Az országos jelentőségű kiemelt térség fejlesztését a Tokaj Borvidék Fejlesztési Tanács irányítja. Ez a 27 db - zárt borvidéket alkotó - település: Abaújszántó, Bekecs, Bodrogkeresztúr, Bodrogkisfalud, Bodrogolaszi, Erdőbénye, Erdőhorváti, Golop, Hercegkút, Legyesbénye, Makkoshotyka, Mád, Mezőzombor, Monok, Olaszliszka, Rátka, Sárazsadány, Sárospatak, Sátoraljaújhely, Szegi, Szegilong, Szerencs, Tarcal, Tállya, Tokaj, Tolcsva, Vámosújfalu teljes kül- és belterülete történeti tájként kulturális örökségvédelem alá is esik.
A térség szőlőtermelőinek önigazgató köztestületei a hegyközségek. Ezeket a Tokaj Borvidék Hegyközségi Tanács fogja össze. Tagjai:
- Bodrogkisfalud-Bodrogkeresztúr-Szegi Hegyközség
- Mád Hegyközség
- Olaszliszka Hegyközség
- Rátka Hegyközség
- Sárospatak Hegyközség
- Tarcal Hegyközség
- Tállya-Golop Hegyközség
- Tolcsva-Erdőhorváti Hegyközség

Természetvédelmi szempontból a terület magja a Zempléni Tájvédelmi Körzet, amelynek kezelője korábban a Bükki Nemzeti Parki Igazgatóság volt, jelenleg pedig az Aggteleki Nemzeti Parki Igazgatóság.
Voltak, vannak elképzelések egy önálló Zempléni Nemzeti Park létrehozására, ez azonban eddig nem valósult meg. A javaslatnak támogatói és ellenzői is vannak.
E területen találhatók a Sátoraljaújhely székhelyű Borsod-Abaúj-Zemplén vármegyei 5. sz. országgyűlési egyéni választókerület és a Tiszaújváros székhelyű Borsod-Abaúj-Zemplén vármegyei 6. sz. országgyűlési egyéni választókerület területe és településeinek nagy része.